# (3288) Селевк
(3288) Селевк (др.-греч. Σέλευκος) — небольшой околоземный астероид из группы Амура (II), который принадлежит к спектральному классу K. Он был открыт 28 февраля 1982 года немецким астрономом Г.-Э. Шустером в обсерватории Ла-Силья и был назван в честь Селевка, одного из полководцев Александра Македонского.

Орбита астероида Селевк и его положение в Солнечной системе
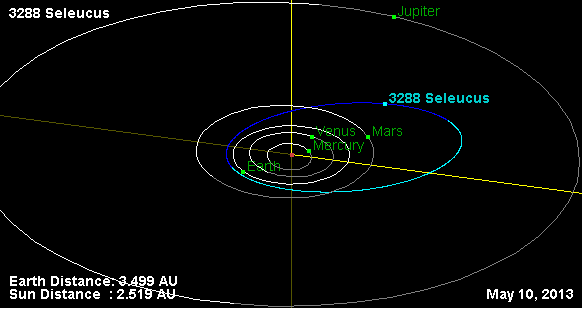
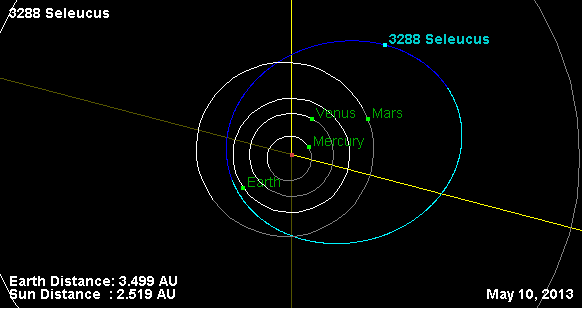